# ويليام وادزورث (شاعر)
ويليام وادزورث (بالإنجليزية: William Wadsworth) هو شاعر أمريكي، ولد في 1594، وتوفي في 15 أكتوبر 1675.